# ژاک ویلون
ژاک ویلون (فرانسوی: Jacques Villon‎؛ ۳۱ ژوئیهٔ ۱۸۷۵ – ۹ ژوئن ۱۹۶۳) یک نقاش کوبیسم و هنر انتزاعی اهل فرانسه بود.

## زندگی
ریموند در ۵ نوامبر ۱۸۷۶ در روآن متولد شد و در خانواده‌ای اهل فرهنگ رشد کرد. خانهٔ آنها مملو از نقاشی‌ها و قلم‌زنی‌های «امیل نیکول» پدر بزرگ مادری‌اش بود و خانواده او به بازی شطرنج، خواندن کتاب، نقاشی، و موسیقی علاقه داشتند. دو برادر و یک خواهر کوچکتر وی نیز هنرمندان موفقی بودند:
- مارسل دوشان، (۱۸۸۷–۱۹۶۸)، نقاش و مجسمه‌ساز
- ریموند دوشان-ویلون (۱۹۱۸–۱۸۷۶)، مجسمه‌ساز
- سوزان دوشان (۱۹۶۳–۱۸۸۹)، نقاش